# Església Ortodoxa de la Trinitat (Riga)
L'Església Ortodoxa de la Trinitat (en letó: Svētās Trīsvienības Pārdaugavas pareizticīgo baznīca) és una Església Ortodoxa a la ciutat de Riga capital de Letònia, està situada al carrer Meža, 2.